# Aire d'attraction d'Ancenis-Saint-Géréon
L'aire d'attraction d'Ancenis-Saint-Géréon est un zonage d'étude défini par l'Insee pour caractériser l’influence de la commune d'Ancenis-Saint-Géréon sur les communes environnantes. Publiée en octobre 2020, elle se substitue à l'aire urbaine d'Ancenis-Saint-Géréon, qui se composait d'une commune dans le zonage de 2010.

## Définition
L'aire d'attraction d'une ville est composée d’un pôle, défini à partir de critères de population et d’emploi ainsi que d’une couronne constituée des communes dont au moins 15 % des actifs travaillent dans le pôle. Le pôle d’attraction constitue ainsi un point de convergence des déplacements domicile-travail,.

## Type et composition
L’aire d'attraction d'Ancenis-Saint-Géréon est une aire inter-départementale qui comporte 12 communes : 11 situées en Loire-Atlantique et 1 en Maine-et-Loire (Orée d'Anjou). 
Elle est catégorisée dans les aires de 50 000 à moins de 200 000 habitants, une catégorie qui regroupe 18,4 % au niveau national.

### Carte

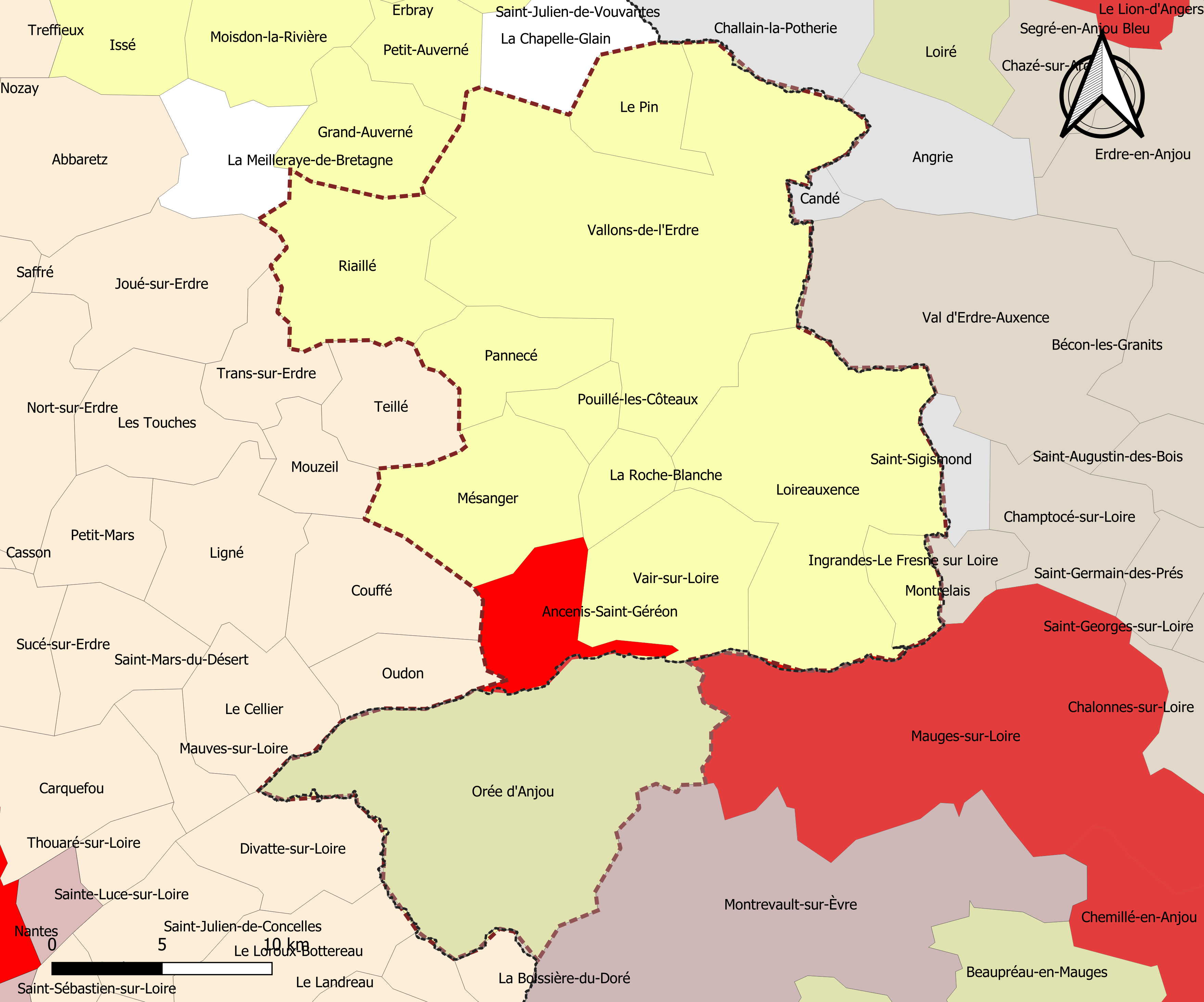
Carte de l'aire d'attraction d'Ancenis-Saint-Géréon.
Commune-centre
Commune de la couronne

### Composition communale
| Nom                                   | Code Insee | Département      | Statut                 | Superficie (km2) | Population (dernière pop. légale) | Densité (hab./km2) | Modifier                                    |
| ------------------------------------- | ---------- | ---------------- | ---------------------- | ---------------- | --------------------------------- | ------------------ | ------------------------------------------- |
| Ancenis-Saint-Géréon (commune-centre) | 44003      | Loire-Atlantique | commune-centre         | 27,58            | 11 346 (2022)                     | 411                | modifier les données · modifier les données |
| Loireauxence                          | 44213      | Loire-Atlantique | commune de la couronne | 118,28           | 7 509 (2022)                      | 63                 | modifier les données · modifier les données |
| Mésanger                              | 44096      | Loire-Atlantique | commune de la couronne | 49,75            | 4 681 (2022)                      | 94                 | modifier les données · modifier les données |
| Montrelais                            | 44104      | Loire-Atlantique | commune de la couronne | 13,73            | 843 (2022)                        | 61                 | modifier les données · modifier les données |
| Orée d'Anjou                          | 49126      | Maine-et-Loire   | commune de la couronne | 156,34           | 16 975 (2022)                     | 109                | modifier les données · modifier les données |
| Pannecé                               | 44118      | Loire-Atlantique | commune de la couronne | 30,59            | 1 454 (2022)                      | 48                 | modifier les données · modifier les données |
| Le Pin                                | 44124      | Loire-Atlantique | commune de la couronne | 24,95            | 829 (2022)                        | 33                 | modifier les données · modifier les données |
| Pouillé-les-Côteaux                   | 44134      | Loire-Atlantique | commune de la couronne | 11,72            | 1 050 (2022)                      | 90                 | modifier les données · modifier les données |
| Riaillé                               | 44144      | Loire-Atlantique | commune de la couronne | 50,02            | 2 358 (2022)                      | 47                 | modifier les données · modifier les données |
| La Roche-Blanche                      | 44222      | Loire-Atlantique | commune de la couronne | 14,82            | 1 258 (2022)                      | 85                 | modifier les données · modifier les données |
| Vair-sur-Loire                        | 44163      | Loire-Atlantique | commune de la couronne | 51,73            | 4 890 (2022)                      | 95                 | modifier les données · modifier les données |
| Vallons-de-l'Erdre                    | 44180      | Loire-Atlantique | commune de la couronne | 188,96           | 6 625 (2022)                      | 35                 | modifier les données · modifier les données |